# Arc de triomphe de Nicolas
Pour les articles homonymes, voir Arc de triomphe (homonymie).
L'arc de triomphe de Nicolas (russe : Николаевские триумфальные ворота, Nikolaïevskié trioumfalnyïe vorota, litt. « portes triomphales de Nicolas »), aussi connu sous le nom de l'arche du Tsarévitch (en russe : Арка цесаревича, Arka tsessarevitcha) est un arc de triomphe d'architecture néo-byzantine russe impériale.
Construit en 1891 dans la ville d'Extrême-Orient russe de Vladivostok, il est érigé à l'occasion de la visite du tsarévitch Nikolas Alexandrovitch Romanov, venu pour inaugurer le transsibérien pendant son voyage autour du monde. Il est démoli par les Soviétiques en 1930, avant d'être reconstruit en 2003.

## Situation
Le monument se situe à la périphérie de la place de l'Amiral, au niveau de la rue Pierre-le-Grand, dans le centre historique de la ville.

## Histoire

### Premier édifice

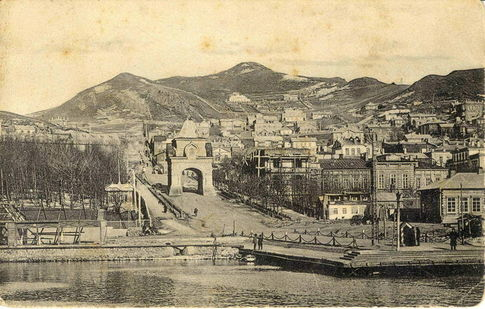
L'arche sur une carte postale pré-révolutionnaire.

L'histoire de l'arc de triomphe commence en janvier 1891, lorsque Vladivostok apprend que le tsarévitch, c'est-à-dire l'héritier au trône, Nikolas Alexandrovitch Romanov, doit visiter prochainement la ville, dans le cadre de son voyage autour du monde débuté l'année précédente. La Douma municipale de Vladivostok, considérant les préparations à la visite d'un invité de marque, a décidé de construire cet arc de triomphe en son honneur. La résolution fut prise le 12 janvier 1891 (24 janvier dans le calendrier grégorien) pour la construction du monument.
Pour la construction de l'arc, l'architecte de la ville Nikolaï Vassilievitch Konovalov fut retenu. Il avait présenté son projet le 31 janvier 1891 (12 février dans le calendrier grégorien) devant une réunion de citoyens éminents de la ville, et dès mars, la construction a commencé. La ville alloua 5 000 roubles impériaux, et la Société des marchands rajouta 4 000 roubles. Un comité fut chargé de la construction, dirigé par l'homme d'affaires Mikhaïl Souvorov. Le bâtiment fut construit dans le néo-byzantin russe impérial, courant au tournant du XIXe et XXe siècles. Il devait symboliser la porte de Vladivostok, et devait être l'endroit où Nicolas II entre dans la ville. Les travaux furent effectués par l'entreprise Shu Tse-ling de jour et de nuit, avec une double équipe d'ouvriers, ce qui permit d'achever la construction le 11 mai 1891 (23 mai dans le calendrier grégorien).
Le 12 mai 1891 (24 mai dans le calendrier grégorien), l'arche est inaugurée lorsque le maire Makovski a accueilli le tsarévitch.
Durant la période soviétique, le monument subit de nombreuses modifications. En 1923, seulement quelque mois après que Vladivostok soit tombée, tous les symboles monarchistes furent supprimés (flèche et aigle à deux têtes), et l'arc fut renommé arc du Komsomol. En 1927, le comité de l'okroug de Vladivostok a décidé de démonter l'arc car il n'avait aucune valeur historique, était symbole de la Russie impériale, et gênait la circulation dans la rue du 1er Mai,. Certaines parties de l'arc (un aigle en bronze, une icône en zinc de saint Nicolas, un cadre en bronze) furent déposés au musée de la ville, mais furent par la suite fondues par la loi du 14 décembre 1929. Au début de l'année 1930, l'arc fut définitivement démantelé.

### Second édifice
L'idée de restaurer l'arc est venu de l'homme d'affaires vladivostokien Alexandre Iermolaïev, qui décida de le recréer à ses propres frais. Il consulta plusieurs architectes et ingénieurs (Moore, V.A. Obertas, A.G. Gavrilov, ingénieurs A.A. Stotsenko et S.I. Dotsenko), ainsi que des artistes (A.P. Onoufrienko, O.G. Kalioujnaïa, A.G. Kaloujny). Les bas-reliefs ont été recréés par les sculpteurs I.K. Sambourski, N.M. Chaïmordanova et N.P. Montach. Pour le projet de restauration, comme les dessins n'avaient pas été conservés, ce furent les photographies d'époque qui furent utilisées. La pose de la première pierre a eu lieu le 20 mars 2002 en présence de l'évêque Benjamin de Vladivostok et du Primorié, qui consacra la construction.
La construction s'acheva en mai 2003, et l'inauguration eut lieu le 16 mars 2003, à l'occasion du 135e anniversaire de Nicolas II. L'évêque benjamin a déclaré que ce nouvel édifice était important, symbolique et qu'il avait une signification spirituelle.
Il est aujourd'hui un site touristique dans le centre historique de la ville portuaire, qui sert aussi d'arrêt pour les cortèges de mariage.

## Architecture
L'arc de triompje fut construit dans le néo-byzantin russe impérial, courant important au tourant du XIXe et XXe siècles en Russie, dont à Vladivostok. Il fut construit en pierre et en brique, avec l'arc composée de quatre socles en pierre sur lesquels reposent des murs gris-jaune décorés d'anciens ornements russes. Ils sont recouverts d'un toit bleu clair aux arêtes bleues (le nouveau édifice a remplacé le bleu par le rouge), rappelant une haute pyramide octogonale, au sommet de laquelle se dresse un aigle doré à deux têtes, symbole impérial.

Dans la grande demi-arche qui fait face à la mer se trouve une icône de Saint Nicolas le Thaumaturge, le saint patron des marins. Les trois autres portes contiennent des armoiries d'époques différentes : l'oblast de Primorié (de l'époque de la fondation du poste de Vladivostok), la forteresse de Vladivostok et Vladivostok. Sous chaque armoirie se trouve la date de la fondation, 14 novembre 1856 (26 novembre dans le calendrier grégorien) pour l'oblast, 30 août 1889 (11 septembre dans le calendrier grégorien) pour la forteresse et 28 avril 1880 (10 mai dans le calendrier grégorien) pour le jour où Vladivostok reçut le statut de ville. 

Vues du monument :
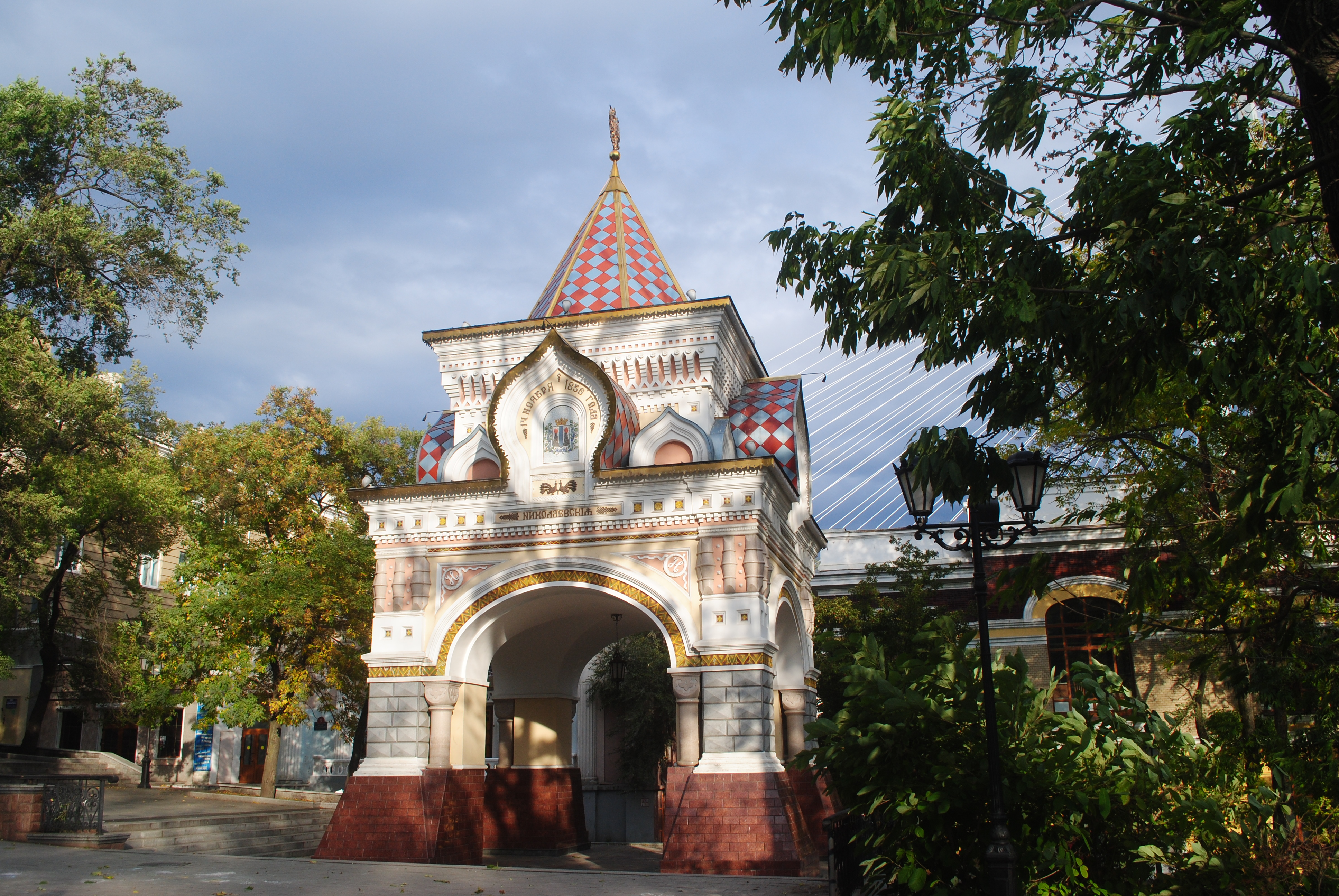
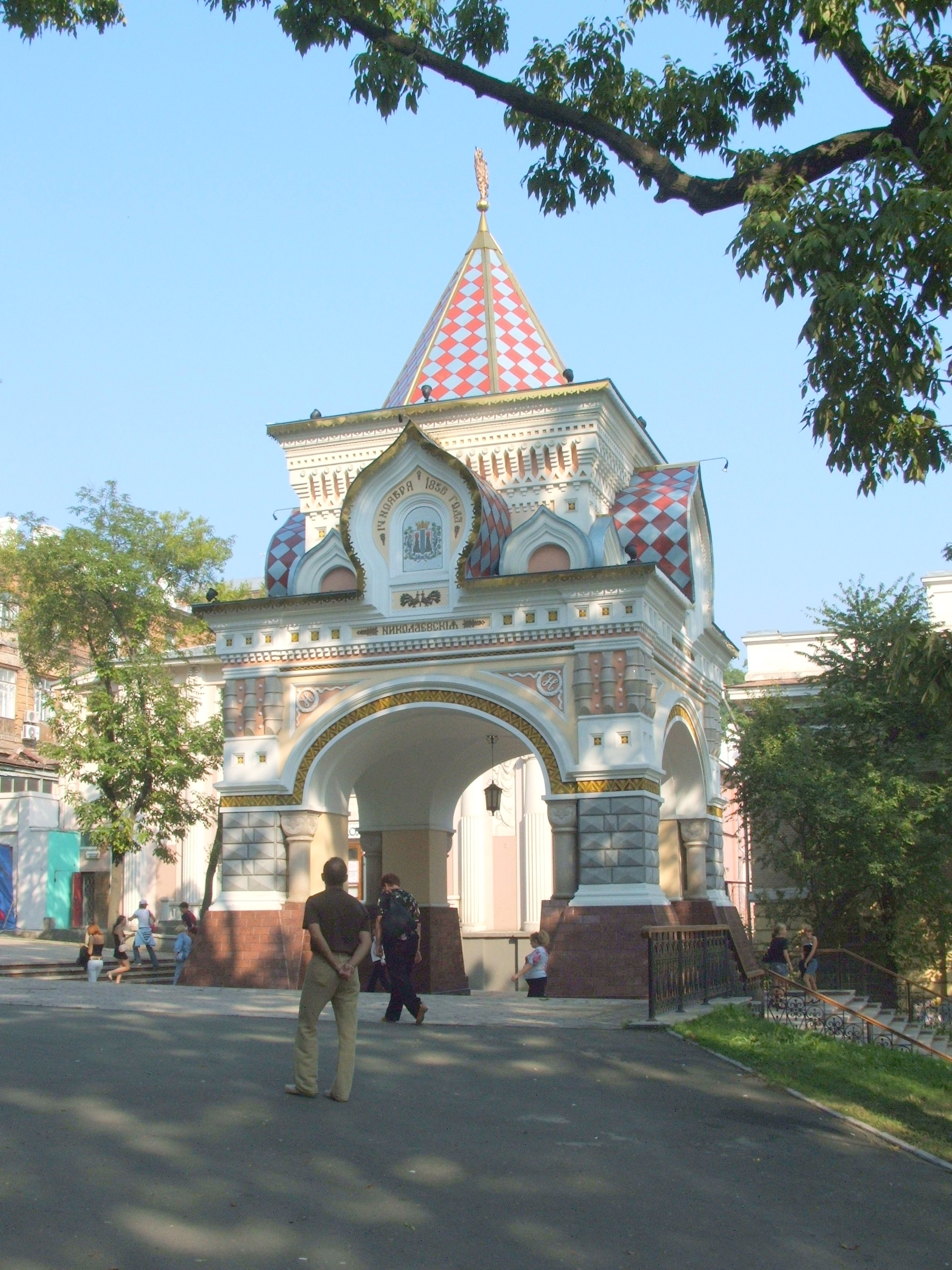